# Windows-Explorer
Der Windows-Explorer (kurz Explorer und auch Datei-Explorer genannt) ist der voreingestellte Dateimanager und die Desktop-Umgebung in der Windows-Betriebssystemsfamilie seit Windows 95 und ist seitdem integraler Bestandteil dieser Betriebssysteme.

## Geschichte

Die Vorgänger des Explorers – der Datei-Manager (im Vordergrund) zusammen mit dem Programm-Manager (im Hintergrund, links)

Der Windows-Explorer erfüllt zwei Aufgaben: Zum einen ist er ein Dateiverwaltungsprogramm und wurde erstmals mit Windows 95 eingeführt. Er ist damit der Nachfolger des von Windows 3.x bekannten Datei-Managers, der noch bis Windows ME von Microsoft ausgeliefert wurde. Bereits in der Windows-9x-Serie war dieses vorherige „Datei-Manager“ genannte Dateiverwaltungsprogramm standardmäßig nicht mehr als Verknüpfung über das Windows-Startmenü, sondern lediglich im Windows-Systemverzeichnis aufrufbar.
In zweiter Funktion ist der sogenannte Desktop eine Instanz des Windows-Explorers:
- die Arbeitsfläche, die den gesamten Bildschirm ausfüllt, wenn kein Fenster ihn verdeckt (mit Hintergrundbild);
- die darauf angezeigten Icons;
- die Taskleiste;
- das Startmenü.

Allerdings bot Windows 95 (lediglich die Ur- oder A-Version) dem Benutzer noch während der Installation an, das klassische Duo Programm- und Datei-Manager (aus Windows-3.x) als Hauptbestandteile der grafischen Benutzeroberfläche und Arbeitsumgebung (Shell) zu verwenden anstatt des Windows-Explorers samt Startmenü und Desktop.
Seit Windows XP lassen sich ZIP- und CAB-Dateien öffnen, ersteres ebenfalls erstellen. In Windows Vista wurde das Livedateisystem eingeführt, welches auf beschreibbaren optischen Datenträgern ähnliches Verwalten von Dateien wie auf Flashspeicher ermöglicht.

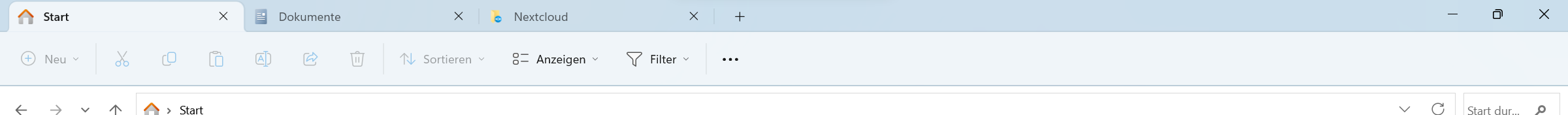
Tabs im Windows 11 Explorer

Ganz neu sind die Tabs im Explorer, die im Oktober 2022 mit einem Update hinzugefügt worden sind. Hierbei kann man – anstelle mehrerer Fenster – mehrere Tabs öffnen, um effektiver arbeiten zu können.

Der Explorer in Windows 98; im Vordergrund das aufgeklappte Startmenü mit der Taskleiste (unten), dahinter der Dateiverwalter mit dem Spezialordner Arbeitsplatz (im Hauptfenster) und im Hintergrund der Desktop
Das Hauptfenster in Windows XP, mit voreingestellter Luna-Oberfläche
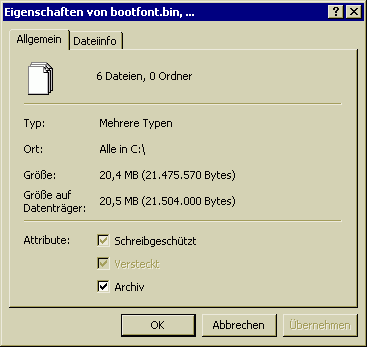
Ein Fenster für die Dateieigenschaften, in Windows XP mit der sogenannten klassischen (an Windows 95 angelehnten) Oberfläche
Windows 7 mit dem Desktop im Hintergrund, davor u. a. ein geöffnetes Fenster und unten die Taskleiste
Der Explorer in Windows 8

## Funktionen

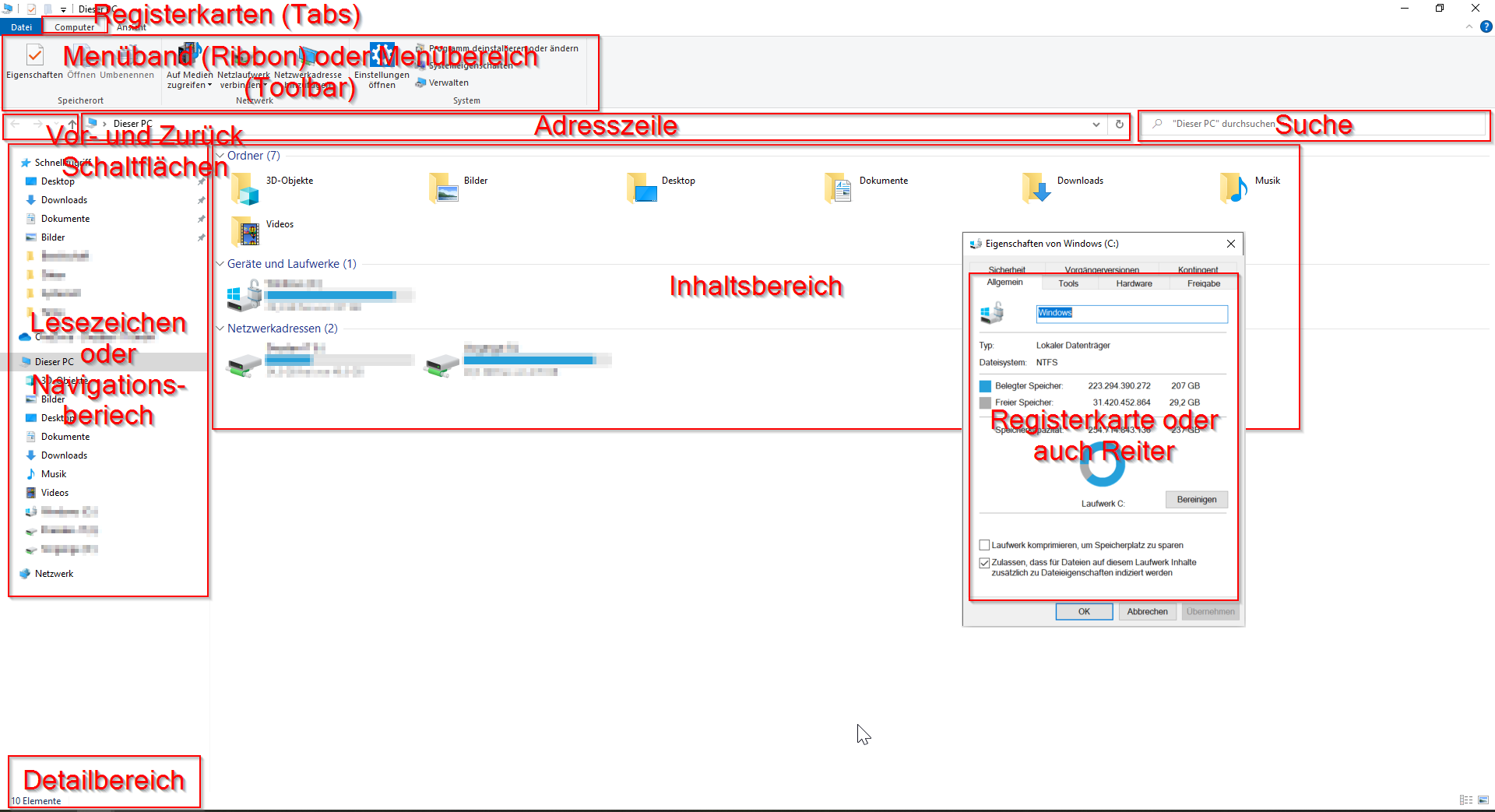
Beispielhafter Dateimanager von Windows 10 mit Beschreibung der Elemente

### Arbeitsoberfläche
Der Windows-Explorer stellt die (Haupt-)Funktionen für die Arbeitsoberfläche zur Verfügung und gehört damit zu den sogenannten Shell-Programmen. Das heißt, er wird nach dem Start des eigentlichen Betriebssystems gestartet und stellt die Bildschirmelemente zur Verfügung (vergleichbar mit dem Panel bei GNOME oder Plasma bei KDE). Seit Windows 95 gehören dazu die Taskleiste (mit dem Start-Knopf für das Windows-Startmenü) sowie der eigentliche Desktop (ein speziell angepasster System-Ordner), auf dem Verknüpfungen, aber auch andere Dateien liegen können. Seit Windows Vista gibt es ein Vorschaufenster zur Einsicht in Dateien durch Auswahl. In Windows Server 2012 und Windows 8 wurde der Oberfläche ein Menüband (englisch Ribbon genannt) hinzugefügt.
Grundsätzlich können alle Windows-Betriebssysteme der NT-Linie auch ohne den Explorer als Shell verwendet werden; bei der Windows-9.x-Linie sind wesentliche Betriebssystemfunktionen in das GUI integriert, hier ist daher das Betriebssystem nicht ohne den Desktop betreibbar; stattdessen konnte eine „parallel installierte“ DOS-Version gestartet werden.

### Dateiverwalter
Der eigentliche Dateiverwalter ist eine spezielle Fenster-Ansicht innerhalb des Explorers und kein eigenes Programm. Diese Ansicht wird im normalen Betrieb erst dann sichtbar, wenn zuvor die Arbeitsoberfläche gestartet wurde.

## Alternativen
Neben dem Windows-Explorer existieren für Microsofts Windows auch Dateiverwaltungs- und Shell-Programme von Fremdherstellern.

### Dateiverwalter
- Directory Opus
- FAR Manager
- File Commander
- Files[6]
- Operation Center
- SpeedCommander
- Total Commander

### Shell
- Emerge Desktop
- LDE(X)